# كو ويليمز
كو ويليمز (بالهولندية: Ko Willems)‏ (و. 1900 – 1983 م) هو راكب دراجة هوائية هولندي، ولد في أمستردام، شارك في الألعاب الأولمبية الصيفية 1924، وركوب الدراجات في الألعاب الأولمبية الصيفية 1924 – رجال 50 كيلومتر ‏، توفي في أمستردام، عن عمر يناهز 83 عاماً.

## روابط خارجية
- كو ويليمز على موقع أرشيف الدراجات (الإنجليزية)
- كو ويليمز على موقع أوليمبيديا (الإنجليزية)